# Lorenz Gram
Lorenz Gram (2. maj 1899 – 26. december 2004[kilde mangler]) var den sidste danske veteran fra 1. Verdenskrig. Han kom fra Oksenvad Sogn ved Vojens, i det det daværende tyske Slesvig. I 1918 blev han indkaldt til tysk militær tjeneste og sendt til Frankrig ligesom tusindvis af andre unge danskere fra Sønderjylland. Efter krigen bosatte han sig i Kolding, hvor han arbejdede som kusk.